# Erich Hecke
Erich Hecke (20 septembre 1887 à Buchenstadt, en province de Posnanie – 13 février 1947 à Copenhague) est un mathématicien allemand. Il a consacré la majeure partie de ses recherches à la théorie des formes modulaires, créant la théorie générale des formes paraboliques (holomorphes pour GL(2), dans le langage moderne).
Son travail comprend l'établissement de l’équation fonctionnelle pour les fonctions zêta de Dedekind, avec une preuve fondée sur les fonctions thêta. Sa méthode s'étend aux fonctions L associées à certains « caractères », aujourd'hui nommés caractères de Hecke ou caractères des classes d'idèles. Ces fonctions L sont appelées fonctions L de Hecke.
Erich Hecke est récipiendaire du prix Alfred Ackermann-Teubner pour l’année 1938.